# Jorge Gutiérrez (piłkarz)
Jorge Abdiel Gutiérrez Cornejo (ur. 1 września 1998 w mieście Panama) – panamski piłkarz występujący na pozycji lewego obrońcy, reprezentant Panamy, od 2023 roku zawodnik wenezuelskiego Deportivo La Guaira.